# 울지 않는 새
《울지 않는 새》는 2015년 5월 4일부터 10월 22일까지 방송된 tvN 일일 드라마로 이경심 (홍수연 역)이 해당 작품을 통해 본격적으로 연기 활동을 재개했다.
tvN 일일 드라마는 해당 작품을 마지막으로 폐지되었다.

## 줄거리
100억보험 살인사건으로 인생의 롤모델이던 엄마가 살해되고 모든 것을 송두리째 잃게 된 여자가 모든 비극의 원인이 된 악녀를 향해 펼쳐지는 복수극.

## 등장 인물

### 주요 인물
- 오현경 : 천미자 역 - 남규의 전처
- 홍아름 : 오하늬 역 - 수연의 딸
- 강지섭 : 박성수 역
- 김유석 : 오남규 / 강태풍 역 - 미자의 전 남편이자 수연의 남편
- 백승희 : 오유미 역
- 안재민 : 이태현 역

### 천미자의 주변 인물
- 백승훈 : 천수창 역 미자의 남동생
- 장도윤 : 오민기 역 (아역 정윤석) 남규와 미자의 아들들민지의 오빠
- 한서진 : 오민지 역 남규와 미자의 막내딸 민기의
- 여동생
- 강경헌 : 조달연 역

### 오하늬의 주변 인물
- 이경심 : 홍수연 역 남규의 현아내 하늬의 엄마
- 박혜진 : 한복례 역
- 한가림 : 서봉숙 역

### 박성수의 주변인물
- 최상훈 : 박도준 역
- 장희수 : 조혜원 역
- 주민하 : 박성희 역
- 김계선 : 웅이엄마 역

### 이태현의 주변인물
- 최수린 : 민하경 역
- 차승연 : 민해경 역

### 그외 인물
- 이정훈 : 하늬 부 역
- 이두석
- 정종우
- 이종구
- 김덕현
- 허정규 : 스티브 역
- 차영찬
- 임지환
- 서연우
- 장준호 : 강정호 변호사 역

## 시청률
최저 시청률과 최고 시청률은 시청률 조사회사와 지역별로 시청률에 차이가 있을 수 있습니다.
| 2015년      | 2015년      | 2015년          | 2015년      | 2015년      |
| 회차        | 방송일자    | AGB 닐슨 시청률 | 시청률 순위 | 시청률 순위 |
| 회차        | 방송일자    | AGB 닐슨 시청률 | 종 합       | 드라마      |
| ----------- | ----------- | --------------- | ----------- | ----------- |
| 제1회       | 5월 4일     | 0.939%          | 18          | 6           |
| 제2회       | 5월 5일     | 1.204%          | 10          | 10          |
| 제3회       | 5월 6일     | 1.375%          | 5           | 4           |
| 제4회       | 5월 7일     | 1.164%          | 11          | 5           |
| 제5회       | 5월 11일    | 1.108%          | 13          | 6           |
| 제6회       | 5월 12일    | 1.409%          | 8           | 5           |
| 제7회       | 5월 13일    | 0.905%          | 34          | 9           |
| 제8회       | 5월 14일    | 1.206%          | 12          | 6           |
| 제9회       | 5월 18일    | 1.087%          | 15          | 5           |
| 제10회      | 5월 19일    | 1.129%          | 10          | 4           |
| 제11회      | 5월 20일    | 0.825%          | 29          | 9           |
| 제12회      | 5월 21일    | 1.058%          | 19          | 5           |
| 제13회      | 5월 25일    | 0.928%          | 23          | 5           |
| 제14회      | 5월 26일    | 1.128%          | 8           | 3           |
| 제15회      | 5월 27일    | 1.496%          | 3           | 2           |
| 제16회      | 5월 28일    | 1.004%          | 18          | 5           |
| 제17회      | 6월 1일     | 1.058%          | 14          | 6           |
| 제18회      | 6월 2일     | 0.878%          | 36          | 7           |
| 제19회      | 6월 3일     | 0.961%          | 35          | 7           |
| 제20회      | 6월 4일     | 0.917%          | 39          | 7           |
| 제21회      | 6월 8일     | 1.175%          | 10          | 4           |
| 제22회      | 6월 9일     | 1.122%          | 16          | 2           |
| 제23회      | 6월 10일    | 1.149%          | 19          | 3           |
| 제24회      | 6월 11일    | 1.187%          | 18          | 5           |
| 제25회      | 6월 15일    | 1.245%          | 12          | 2           |
| 제26회      | 6월 16일    | 1.300%          | 15          | 3           |
| 제27회      | 6월 17일    | 1.372%          | 10          | 1           |
| 제28회      | 6월 18일    | 1.178%          | 17          | 3           |
| 제29회      | 6월 22일    | 1.303%          | 8           | 3           |
| 제30회      | 6월 23일    | 1.295%          | 8           | 2           |
| 제31회      | 6월 24일    | 1.255%          | 11          | 4           |
| 제32회      | 6월 25일    | 1.438%          | 8           | 2           |
| 제33회      | 6월 29일    | 1.331%          | 9           | 3           |
| 제34회      | 6월 30일    | 1.258%          | 10          | 3           |
| 제35회      | 7월 1일     | 1.080%          | 20          | 5           |
| 제36회      | 7월 2일     | 1.147%          | 17          | 4           |
| 제37회      | 7월 6일     | 1.200%          | 12          | 5           |
| 제38회      | 7월 7일     | 1.283%          | 10          | 3           |
| 제39회      | 7월 8일     | 1.269%          | 12          | 3           |
| 제40회      | 7월 9일     | 1.353%          | 8           | 1           |
| 제41회      | 7월 13일    | 1.348%          | 11          | 4           |
| 제42회      | 7월 14일    | 0.881%          | 40          | 14          |
| 제43회      | 7월 15일    | 1.150%          | 18          | 4           |
| 제44회      | 7월 16일    | 0.999%          | 21          | 7           |
| 제45회      | 7월 20일    | 1.350%          | 10          | 6           |
| 제46회      | 7월 21일    | 1.083%          | 25          | 5           |
| 제47회      | 7월 22일    | 1.462%          | 7           | 2           |
| 제48회      | 7월 23일    | 1.247%          | 14          | 4           |
| 제49회      | 7월 27일    | 1.415%          | 10          | 5           |
| 제50회      | 7월 28일    | 1.549%          | 4           | 2           |
| 제51회      | 7월 29일    | 1.228%          | 12          | 4           |
| 제52회      | 7월 30일    | 1.156%          | 17          | 8           |
| 제53회      | 8월 3일     | 0.970%          | 27          | 13          |
| 제54회      | 8월 4일     | 1.373%          | 10          | 5           |
| 제55회      | 8월 5일     | 1.336%          | 9           | 5           |
| 제56회      | 8월 6일     | 1.839%          | 6           | 3           |
| 제57회      | 8월 10일    | 1.215%          | 16          | 9           |
| 제58회      | 8월 11일    | 1.499%          | 7           | 3           |
| 제59회      | 8월 12일    | 1.870%          | 4           | 1           |
| 제60회      | 8월 13일    | 1.661%          | 6           | 2           |
| 제61회      | 8월 17일    | 1.673%          | 8           | 5           |
| 제62회      | 8월 18일    | 2.069%          | 4           | 3           |
| 제63회      | 8월 19일    | 2.019%          | 4           | 2           |
| 제64회      | 8월 20일    | 1.826%          | 8           | 3           |
| 제65회      | 8월 24일    | 1.723%          | 21          | 3           |
| 제66회      | 8월 25일    | 2.309%          | 6           | 3           |
| 제67회      | 8월 26일    | 2.079%          | 4           | 2           |
| 제68회      | 8월 27일    | 1.787%          | 8           | 4           |
| 제69회      | 8월 31일    | 1.869%          | 4           | 3           |
| 제70회      | 9월 1일     | 2.299%          | 3           | 2           |
| 제71회      | 9월 2일     | 2.418%          | 2           | 2           |
| 제72회      | 9월 3일     | 2.073%          | 3           | 2           |
| 제73회      | 9월 7일     | 2.204%          | 2           | 2           |
| 제74회      | 9월 8일     | 2.297%          | 2           | 1           |
| 제75회      | 9월 9일     | 2.566%          | 2           | 1           |
| 제76회      | 9월 10일    | 2.274%          | 1           | 1           |
| 제77회      | 9월 14일    | 1.513%          | 8           | 6           |
| 제78회      | 9월 15일    | 1.735%          | 5           | 4           |
| 제79회      | 9월 16일    | 2.309%          | 1           | 1           |
| 제80회      | 9월 17일    | 1.720%          | 2           | 2           |
| 제81회      | 9월 21일    | 2.007%          | 3           | 3           |
| 제82회      | 9월 22일    | 2.168%          | 3           | 2           |
| 제83회      | 9월 23일    | 1.489%          | 9           | 4           |
| 제84회      | 9월 24일    | 2.130%          | 2           | 2           |
| 제85회      | 9월 28일    | 1.618%          | 9           | 5           |
| 제86회      | 9월 29일    | 1.789%          | 11          | 4           |
| 제87회      | 9월 30일    | 1.585%          | 11          | 6           |
| 제88회      | 10월 1일    | 2.192%          | 2           | 2           |
| 제89회      | 10월 5일    | 1.715%          | 4           | 3           |
| 제90회      | 10월 6일    | 1.561%          | 5           | 4           |
| 제91회      | 10월 7일    | 1.680%          | 4           | 2           |
| 제92회      | 10월 8일    | 1.640%          | 4           | 3           |
| 제93회      | 10월 12일   | 1.703%          | 8           | 5           |
| 제94회      | 10월 13일   | 1.733%          | 6           | 2           |
| 제95회      | 10월 14일   | 1.431%          | 9           | 4           |
| 제96회      | 10월 15일   | 1.297%          | 9           | 5           |
| 제97회      | 10월 19일   | 1.350%          | 10          | 7           |
| 제98회      | 10월 20일   | 1.374%          | 11          | 5           |
| 제99회      | 10월 21일   | 1.616%          | 9           | 4           |
| 제100회     | 10월 22일   | 1.452%          | 8           | 6           |
| 평균 시청률 | 평균 시청률 | 1.476%          | -           | -           |

## 참고 사항
- 극중 천미자와 오유미 역을 맡았던 오현경과 백승희는 《지붕뚫고 하이킥!》이후 6년만에 재회하였다.